# 판암동
판암동(板岩洞)은 대전광역시 동구에 속한 동으로 식장산 주변에 자리하고 있으며, 대전에서 충청북도 옥천군으로 이어지는 길목에 위치하고 있다.

## 역사
판암동은 백제 때에 우술군에 신라때는 비풍군에 속했으며, 고려초기에는 회덕현에 속했다가 현종때에 공주부로 옮겨졌다. 조선시대 초기에는 회덕현에 속했다. 조선후기에는 회덕군 외남면에 속하였다.
조선시대 초기에 널빤지로 만든 다리가 있다하여 '너더리 마을' 또는 '판교'라 불렸으나, 바위 암자가 덧붙여져 판암동이 되었다. 1914년 행정구역 개편 때 상신리, 산소리, 저전리와 구정리 일부를 병합하여 산소리라 하여 대전군 외남면에 편입되었다. 이후 판암리로 개칭되었다. 1935년 대전군 대전읍이 대전부로 승격되면서 대덕군 외남면에 편입되었으며, 1940년 대전부가 확장될 때 판암정이 되었다. 1946년 해방 후 지명개정 때 판암동이라고 불리게 되었다.
1992년 9월 1일 판암1,2동으로 분동 되어 현재에 이르고 있다.

## 법정동
- 판암1동
  - 판암동
  - 삼정동(三丁洞)
- 판암2동
  - 판암동

## 삼정동 산성
삼정동산성은 판암동 산1번지 산 정상부에 축조된 산성이다. 남북으로 길게 이어진 산성으로 이 산성의 남쪽으로 동쪽 아래로 경부선 철도와 대전-옥천간 국도가 지나간다. 이 산성은 옥천방면으로 통하는 길을 관찰하기에 알맞다. 대전광역시의 기념물 제17호로 지정되었다.